# Борзя
Бо́рзя (на руски: Борзя) е град в Забайкалски край, Русия. Разположен е на 275 km югоизточно от краевия център град Чита, близо до границата с Китай и Монголия. Административен център е на Борзински район. Към 2016 г. има население от 29 050 души.

## История
Борзя възниква през 18 век на мястото на бурятско пасище. Около него се намирали солени езера, които на бурятски се наричали „бооржа“. През 1756 г. тук започва да се произвежда готварска сол. Сол се добива в продължение на още 180 години.
Селището е основано през 1899 г. във връзка със строителството на железопътна линия и жп гара Борзя. Наименованието произлиза от река Борзя, която е ляв приток на река Амур. През 1900 г. селището е преименувано на Суворовский в памет на руския пълководец Александър Суворов, но това име не се задържа, а се съхранява името Борзя. След революцията, през 1924 г., Борзя е превърнат в районен център. През 1939 г. получава статут на селище от градски тип, а от 1950 г. е вече град.

## Население
| 1891   | 1907   | 1924   | 1959   | 1967   | 1970   | 1976   |
| ------ | ------ | ------ | ------ | ------ | ------ | ------ |
| 226    | 1224   | 2976   | 23 680 | 26 000 | 27 815 | 28 800 |
| 1979   | 1989   | 1992   | 1996   | 1998   | 2000   | 2003   |
| 35 817 | 36 373 | 36 700 | 32 400 | 31 900 | 31 100 | 31 500 |
| 2005   | 2007   | 2010   | 2012   | 2014   | 2015   | 2016   |
| 31 100 | 30 600 | 31 379 | 30 816 | 29 822 | 29 405 | 29 050 |

## Климат
Климатът в Борзя е субарктичен, но граничи с умереноконтинентален и полупустинен. Характерни са много студени зими и топли лета. Средната годишна температура е 1,8 °C, а средното количество годишни валежи е около 239 mm. Това е един от най-слънчевите градове в Русия, с около 2800 слънчеви часа средногодишно.
| Климатични данни за Борзя             | Климатични данни за Борзя | Климатични данни за Борзя | Климатични данни за Борзя | Климатични данни за Борзя | Климатични данни за Борзя | Климатични данни за Борзя | Климатични данни за Борзя | Климатични данни за Борзя | Климатични данни за Борзя | Климатични данни за Борзя | Климатични данни за Борзя | Климатични данни за Борзя | Климатични данни за Борзя |
| Месеци                                | яну.                      | фев.                      | март                      | апр.                      | май                       | юни                       | юли                       | авг.                      | сеп.                      | окт.                      | ное.                      | дек.                      | Годишно                   |
| Абсолютни максимални температури (°C) | −3,1                      | 3,0                       | 13,0                      | 27,5                      | 32,5                      | 41,4                      | 40,3                      | 35,8                      | 34,4                      | 24,6                      | 17,6                      | −2,8                      | 41,4                      |
| Средни максимални температури (°C)    | −18,9                     | −13,3                     | −2,9                      | 8,9                       | 18,2                      | 25,4                      | 27,2                      | 25,2                      | 18,4                      | 8,0                       | −6                        | −17,2                     | 5,9                       |
| Средни температури (°C)               | −27,2                     | −22,2                     | −10,7                     | 1,8                       | 10,6                      | 18,2                      | 20,3                      | 17,8                      | 10,3                      | 0,1                       | −13,6                     | −25,1                     | −1,8                      |
| Средни минимални температури (°C)     | −33,6                     | −30,1                     | −19                       | −5,7                      | 2,1                       | 10,1                      | 13,3                      | 10,2                      | 2,4                       | −7                        | −20                       | −31,2                     | −9,2                      |
| Абсолютни минимални температури (°C)  | −47,1                     | −49                       | −38,3                     | −22,3                     | −11,6                     | −1,3                      | −4,3                      | −2,5                      | −9,8                      | −23,8                     | −37,7                     | −45,7                     | −49                       |
| Средни месечни валежи (mm)            | 3,6                       | 2,1                       | 4,5                       | 10,9                      | 17,5                      | 46,2                      | 58,0                      | 47,1                      | 30,6                      | 6,2                       | 7,2                       | 4,8                       | 238,7                     |
| ------------------------------------- | ------------------------- | ------------------------- | ------------------------- | ------------------------- | ------------------------- | ------------------------- | ------------------------- | ------------------------- | ------------------------- | ------------------------- | ------------------------- | ------------------------- | ------------------------- |
| Източник: Climatebase                 |                           |                           |                           |                           |                           |                           |                           |                           |                           |                           |                           |                           |                           |

## Икономика
В града работят предприятия на железопътния транспорт. До 1990-те години се произвеждат масла и месо. Северозападно от града функционира мина за добив на лигнитни въглища. Развито е и селското стопанство.

## Транспорт
Градът е важен транспортен възел, където се пресичат железопътни клонове и автомобилни пътища. Така Борзя е свързан с другите райони на края, а също и с Монголия и Китай.

## Култура
Борзя разполага със социално-културен център, местен исторически музей, и кино. Има братска могила в памет на 44 войници, загинали от раните си в болници в периода 1941 – 1945 г.

### Образование
Градът разполага със средни училища, техникум, музикално и художествено училище, детско-юношеско спортно училище и дом на детското творчество.

## Военно дело
Тук е разположена 36-а моторизирана бригада. По-рано тук се намира и щаб-квартирата на 36-а общовойскова армия на руските сухопътни сили, но през април 2009 г. тя е преместена в Улан Уде.